# Cuantización geométrica
En física matemática, la cuantización geométrica (CG) es un procedimiento matemático para construir una teoría cuántica correspondiente a una determinada teoría clásica a partir del formalismo simpléctico.
La CG es un prociedimiento de cuantización, para el que no hay un algoritmo general o receta exacta. La idea de CG es hacer manifiestas que ciertas analogías entre la teoría clásica y la teoría cuántica. Por ejemplo, la similitud entre la ecuación de Heisenberg en la representación de Heisenberg para la evolución temporal y las ecuaciones de Hamilton de la física clásica debe introducirse manualmente.
Uno de los primeros intentos de cuantización fue la cuantización de Weyl, propuesto por Hermann Weyl en 1927. Aquí, se asocia a cada observable de la mecánica cuántica (un operador autoadjunto en un espacio de Hilbert) con una función real en el espacio de fases clásico. La posición y el momento en este espacio de fases están asociados a los generadores del grupo de Heisenberg y en el espacio de Hilbert aparecen como una representación de grupo del grupo de Heisenberg. En 1946, H. J. Groenewold, consideró el producto de un par de esos observables, y se preguntó cuál sería la función correspondiente en el espacio de fases clásico. Esto le llevó a descubrir el producto de Moyal de un par de funciones.
Más en general, esta técnica conduce a la cuantización de deformación, donde el producto ★ se toma como una distorsión del álgebra de funciones en una variedad simpléctica o de Poisson. Sin embargo, como un esquema de cuantización natural (un funtor), la aplicación de Weyl no es satisfactoria. Por ejemplo, la aplicación de Weyl del momento angular clásico al cuadrado, no es sólo el operador cuántico de momento angular al cuadrado, sino que además contiene el término constante 3ħ2/2. (Este término adicional es de hecho físicamente significativo, ya que representa el momento angular no nulo de la órbita del estado fundamental en el átomo de hidrógeno del modelo de Bohr. Sin embargo, como un cambio de la mera representación, la aplicación de Weyl subyace en la formulación  alternativa del espacio de fases en mecánica cuántica convencional.
El procedimiento de cuantización geométrica se divide en los siguientes tres pasos: precuantización, polarización y corrección metaplectica.
- La precuantización de una variedad simpléctica {\displaystyle (M,\Omega )} proporciona una representación de elementos {\displaystyle f\in C^{\infty }(M)} del álgebra de Poisson de funciones reales lisas en {\displaystyle M}, por los operadores diferenciales de primeros orden {\displaystyle {\widehat {f}}}, en secciones de un complejo línea fibrado {\displaystyle L\to M}. Según la fórmula de precuantización Kostant- Souriau, estos operadores se expresan a través de una  conexión  en {\displaystyle L\to M} cuya forma de curvatura {\displaystyle R}, obedece a la condición de precuantización {\displaystyle R=i\Omega }.
- Por polarización se entiende, una distribución maximal integrable {\displaystyle T} en {\displaystyle M} tal que {\displaystyle \Omega (v,v')=0} para todas las {\displaystyle v,v'\in T}. Integrable significa {\displaystyle [v,v']\in \Gamma (T)} para {\displaystyle v,v'\in \Gamma (T)} (secciones de T). El álgebra cuántica {\displaystyle A_{M}} de una variedad simpléctica {\displaystyle M} consta de los operadores {\displaystyle {\widehat {f}}} de funciones {\displaystyle f} cuyo campo  vectorial hamiltoniano {\displaystyle X_{f}} satisface la condición {\displaystyle [X_{f},T]\subset T}.
- De conformidad con la corrección metapléctica, los elementos del álgebra cuántica {\displaystyle A_{M}} actúan en el espacio prehilbertiano de media-forma con valores en el paquete de línea precuantizado, en una variedad simpléctica {\displaystyle M}. La cuantización es simplemente

{\displaystyle f\mapsto f\cdot +i\hbar ^{1/2}{\mathcal {L}}_{X_{f}}}
donde {\displaystyle {\mathcal {L}}_{X}} es la derivada de Lie de media-forma, respecto a un campo vectorial X.
También se desarrolla la cuantización geométrica de variedades de Poisson y foliaciones simplécticas. Por ejemplo, este es el caso de sistemas hamiltonianos parcial y super integrables y mecánicas no autónomas.